# Caprino Bergamasco
Caprino Bergamasco (lombardul: Cavrì) település Olaszországban, Lombardia régióban, Bergamo megyében. Lakosainak száma 3035 fő (2023. január 1.). Caprino Bergamasco Cisano Bergamasco, Pontida, Torre de’ Busi, Palazzago és Roncola községekkel határos.

## Népesség
A település népessége az elmúlt években az alábbi módon változott:
| Lakosok száma | 2813 | 2867 | 2908 | 3022 | 3051 | 3121 | 3120 | 3122 | 3067 | 3035 |
|               | 2001 | 2003 | 2004 | 2006 | 2007 | 2009 | 2010 | 2012 | 2017 | 2023 |